# Brentford (Dakota du Sud)
Brentford est une municipalité américaine située dans le comté de Spink, dans l'État du Dakota du Sud. Selon le recensement de 2010, elle compte 77 habitants. La municipalité s'étend sur 0,16 milles carrés (0,41 km2).
La localité est fondée en 1905. Son nom est proposé par un employé du Minneapolis and St. Louis Railway, originaire de Brentford en Angleterre.

## Démographie
| 1920 | 1930 | 1940 | 1950 | 1960 | 1970 |
| ---- | ---- | ---- | ---- | ---- | ---- |
| 132  | 174  | 161  | 132  | 96   | 94   |

| 1980 | 1990 | 2000 | 2010 | - | - |
| ---- | ---- | ---- | ---- | - | - |
| 91   | 69   | 65   | 77   | - | - |